# Ndandalo
Ndandalo ist ein Verwaltungsbezirk (Ward) des Distrikts Kyela in der tansanischen Region Mbeya.

## Geografie
Ndandalo ist ein Bezirk im Südwesten von Tansania. Er ist ein Stadtteil der Distrikthauptstadt Kyela. Die Fläche des Bezirks beträgt 2,8 Quadratkilometer und bei der Volkszählung 2022 lebten hier 8768 Menschen in 2475 Haushalten.

## Gliederung
Der Bezirk besteht aus fünf Orten (Kitongoji):
- Mpakani
- Kyela Ndandalo
- Mbogela
- Magereza
- Idara ya maji